# Русов, Пётр Александрович
Петр Александрович Русов (бел. Петр Аляксандравіч Русаў, 10 июля 1947, село Прибар, Гомельская область) — белорусский археолог.

## Биография
В 1974 году окончил Минский пединститут. Работал учителем истории в средних учебных заведениях в Крупском районе и Минске. В 1981 году в Институте истории АН Беларуси лаборант, младший научный сотрудник, затем в Белорусском реставрационно-проектном институте — ведущий археолог. Принимал участие в археологических экспедициях: исследовал памятники, проводил раскопки. В Минске изучал деревянную застройку Средневековья.
Напечатал ряд статей о результатах археологических раскопок в Минске: «Раскопки в Минске», «Деревянные сооружения Минского замчища», «Бытовые сооружения древнего Минска» и другие, а также издал книгу «Драўляныя пабудовы Менска XIII—XVII вв.» (1992).